# Катедрал Парк
Катедрал Парк — парк и прилегающий к нему в самой северной части Портленда район на восточном берегу реки Уилламетт. Парк находится под мостом Сент-Джонс, и получил своё название благодаря готическим аркам, поддерживающим мост, которые напоминают арки собора.

## История
Мост Сент-Джонс через реку Уилламетт соединяет районы Линнтон и Северо-Запад Индастриал на северо-западе с районами Сент-Джонс и Юниверсити-парк на северо-востоке Портленда.
Район Катедрал Парк был частью города Сент-Джонс до его присоединения к Портленду в 1915.
В августе 1949 пятнадцатилетняя девушка Тельма Тейлор была похищена и убита под мостом, там, где сейчас разбит парк.

## Достопримечательности
Парк имеет несколько пешеходных маршрутов, скамьи для пикника, а также плавучий док на реке Уилламет. В парке есть небольшая открытая сцена, где с 1980 года проводится ежегодный летний джазовый фестиваль.